# دیوید رودمان
دیوید رودمان (انگلیسی: David Rudman; ۱۳ آوریل ۱۹۴۳ – ۸ فوریهٔ ۲۰۲۲) جودوکار، سامبوکار و کشتی‌گیر اهل اتحاد جماهیر شوروی بود.
وی همچنین برندهٔ جوایزی همچون قهرمان ورزشی اتحاد شوروی شده‌است.
وی در مسابقات کشوری و بین‌المللی در مجموع برندهٔ ۳ مدال طلا، ۱ مدال برنز شده‌است.